# Mestre de l'Orde de Predicadors

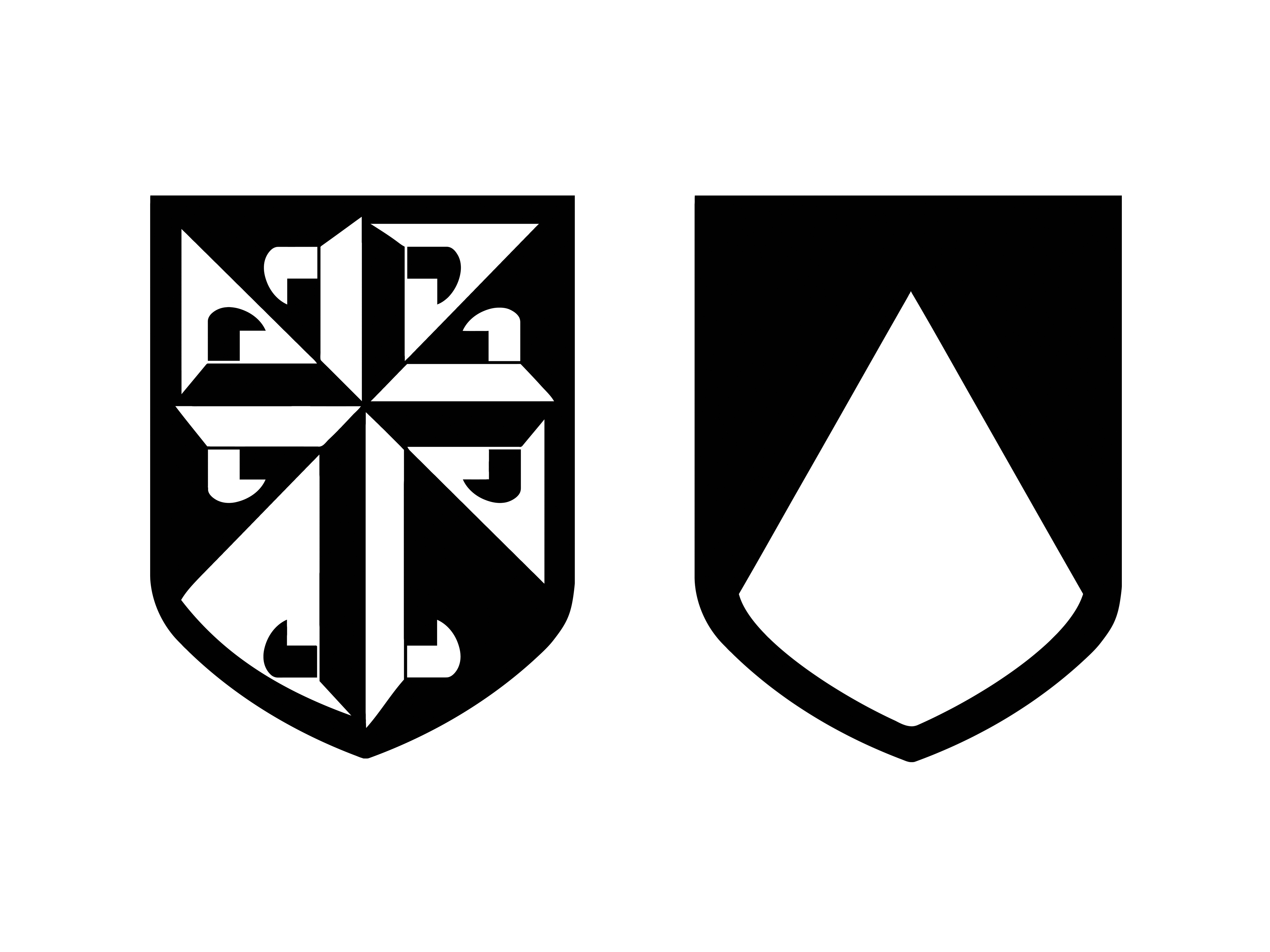
Escuts de l'Orde de Predicadors

El Mestre General de l'Orde de Predicadors, en llatí Magister Ordinis Praedicatorum, és la denominació del càrrec amb més autoritat dins de l'Orde de Predicadors, coneguts popularment com els dominics, orde religiós fundat per Sant Domènec de Guzman al segle xiii. El Mestre s'escull per votació als capítols eclesiàstics generals que, cada nou anys, tenen lloc en sessió deliberativa i electiva. La junta encarregada de l'elecció està constituïda pels ex-generals de l'Orde (si encara són vius i en condició de participar-hi) i per tots els priors i els membres dels definitoris provincials i per altres delegats procedents d'altres províncies.
El Mestre General ocupa el càrrec durant nou anys i no pot ser reescollit; en tant que superior religiós se li deu vot d'obediència, que comença immediatament després de l'elecció, i a diferència del modus operandi d'altres ordes religiosos, li confereix una àmplia autoritat efectiva. En mèrit a la majoria de les matèries, sobretot les més importants, governa i pren decisions amb l'ajut de la cúria del generalat que el Mestre presideix. De la mateixa manera, ell convoca i presideix els Capítols Generals, reunits cada tres anys, únicament en la seva funció deliberativa.
Alguns dels Mestres de l'Orde han arribat a alts honors dins de la litúrgia o de la jerarquia catòlica: dos són considerats sants (1r i 3r), cinc estan beatificats (2n, 6è, 9è, 23è i 76è), dos tenen el títol de venerables des de temps immemorial (4t i 5è) i actualment un té obert el procés de beatificació (78è). Un dels Mestres, Nicola Boccasini (9è) fou escollit papa amb el nom de Benet XI (beat). Uns altres 14 foren nomenats cardenals, alguns d'ells tan famosos com el Tomàs de Vio (38è), García de Loaysa y Mendoza (39è), vicent Giustiniano (47è), Jerónimo Xavierre (52è), Agustín Pipía (61è) i Joan Tomàs de Boixadors i Sureda de Sant Martí (64è). Uns altres nou foren bisbes, arquebisbes, patriarques o legats pontificis, etc. Fins avui, els mestres refrenen alguns texts oficials amb el títol de "Professor de Sagrada Teologia i Humil Mestre i Serf de tot l'Orde de Predicadors".

## Llista de Mestres de l'Orde
1. Sant Domènec de Guzman (1216 -1221)
2. Beat Jordà de Saxònia (1222-1237)
3. Sant Ramon de Penyafort (1238-1240)
4. Joan de Wildeshausen (1241-1252)
5. Humbert de Romans (1254-1263)
6. Joan de Vercelli[1] (1264-1283)
7. Munio de Zamora (1285-1291)
8. Esteve de Besançon (1292-1294)
9. Nicola Boccasini (Beat Benet XI) (1296-1298)
10. Albert de Chiavari (1300)
11. Bernard de Jusix (1301-1303)
12. Aimeric de Placència (1304-1311)
13. Berenguel de Landoria (1312-1317)
14. Hervé de Nédellec (1318-1323)
15. Bernabé Cagnoli (1324-1332)
16. Hug de Vaucemain (1333-1341)
17. Gerard de Daumar de la Garde (1342)
18. Pierre de Baume-les-Dames (1343-1345)
19. Garin de Guy-l'Evêque (1346-1348)
20. Jean de Moulins (1349-1350)
21. Simon de Langres (1352-1366)
22. Elies Raymond (1367-1380)
23. Ramon de les Vinyes (1380-1399)[2]
24. Tomàs de Firmo (1401-1414)
25. Leonardo Dati (1414-1425)
26. Bartolomé Texier (1426-1449)
27. Pierre Rochin (1450)
28. Guido Flamochetti (1451)
29. Marcial Auribelli (1453-1462)
30. Conrado de Asti (1462-1465)
31. Leonardo Mansueti (1474-1480)
32. Salvo Cassetta (1481-1483)
33. Bartolomeu Comazzi (1484-1485)
34. Bernabé Sansoni (1486)
35. Joaquim Turriani (1487-1500)
36. Vicent Bandello (1501-1506)
37. Jean Cleré (1507)
38. Tomàs de Vio (1508-1518)
39. García de Loaysa y Mendoza (1518-1524)
40. Francesco Silvestri (1525-1528)
41. Pau Butigella (1530-1531)
42. Jean de Feynier (1532-1538)
43. Agustí Recuperati (1539-1540)
44. Albert de Las Casas (1542-1544)
45. Francesc Romeu (1546-1552)
46. Esteve Usodimare (1553-1557)
47. Vicent Giustiniani (1558-1570)
48. Serafí Cavalli (1571-1578)
49. Pau Constabile (1580-1582)
50. Sixte Fabri (1583-1589)
51. Hipòlit Maria Beccaria (1589-1600)
52. Jerónimo Xavierre (1601-1607)
53. Agustí Galamini (1608-1612)
54. Serafí Secchi (1612-1628)
55. Niccolò Ridolfi (1629-1642)[3]
56. Tomás Turco (1644-1649)
57. Giovanni Battista de Marinis (1650-1669)
58. Joan Tomàs de Rocabertí (1670-1677)
59. Antonio de Monroy (1677-1686)
60. Antonin Cloche (1686-1720)
61. Agustín Pipia (1721-1725)
62. Tomàs Ripoll (1725-1747)
63. Antonin Bremond (1748-1755)
64. Joan Tomàs de Boixadors i Sureda de Sant Martí (1756-1777)
65. Baltasar de Quiñones (1777-1798)
66. Pio Giuseppe Gaddi (1798-1819)
67. Joaquín Briz (1825-1831)
68. Francisco Fernando Jabalot (1832-1834)
69. Benedetto Maurizio Olivieri (1834-1835)
70. Tommaso Giacinto Cipolletti (1835-1838)
71. Angelo Ancarani (1838-1844)
72. Vincenzo Ajello (1844-1850)
73. Vincent Jandel, (1850-1872)[4]
74. José María Larroca (1879-1891)
75. Andreas Franz Frühwirth (1891-1904)
76. Hyacinthe-Marie Cormier (1904-1916)
77. Ludwig Theissling (1916-1925)
78. Beat Buenaventura García de Paredes (1926-1929)
79. Martin Gillet (1929-1946)
80. Manuel Suárez (1946-1954)
81. Michael Browne (1955-1962)
82. Aniceto Fernández (1962-1974)
83. Vincent de Couesnongle (1974-1983)
84. Damian Byrne (1983-1992)
85. Timothy Radcliffe (1992-2001)
86. Carlos Alfonso Azpiroz Costa (2001-2010)
87. Bruno Cadoré (2010-2019)
88. Gerard Timoner (2019-)

## Nacionalitats
- Italians 38: (6, 9, 10, 12, 15, 23, 24, 25, 30, 31, 32, 33, 34, 35, 36, 38, 40, 41, 43, 45, 46, 47, 48, 49, 50, 51, 53, 54, 55, 56, 57, 61, 66, 68, 69, 70, 71, 72)
- Francesos 25: (5, 8, 11, 13, 14, 16, 17, 18, 19, 20, 21, 22, 26, 27, 28, 29, 37, 42, 60, 63, 73, 76, 79, 83, 87)
- Espanyols 11: (1, 7, 39, 44, 52, 65, 67, 74, 78, 80, 82)
- Catalans 4: (3, 58, 62, 64)
- Alemanys 2: (2 Jordà de Saxònia i 4 Joan de Wildeshausen)
- Irlandesos 2: (81 Michael Browne i 84 Damian Byrne)
- Austríacs 1: (75 Andreas Franz Frühwirth)
- Anglesos 1: (85 Timothy Radcliffe)
- Holandesos 1: (77 Ludwig Theissling)
- Mexicans 1: (59 Antonio de Monroy)
- Argentins 1: (86 Carlos Alfonso Azpiroz Costa)
- Filipins 1: (88 Gerard Timoner)